# Rozmowy na nowy wiek
Rozmowy na nowy wiek – program telewizyjny wyprodukowany i premierowo emitowany w Telewizji Polskiej w latach 2002–2004, prowadzony przez Katarzynę Janowską i Piotra Mucharskiego. Pod tym samym tytułem książkowe wydania wywiadów wyemitowanych oryginalnie w telewizji ukazały się nakładem Wydawnictwa Znak w 2002. Program został nagrodzony Wiktorem dla najlepszego programu telewizyjnego w 2000 roku.
Prowadzący przeprowadzili wywiady z osobami współtworzącymi polską kulturę: naukowcami, akademikami, artystami i duchownymi, wśród których byli: Hanna Krall, Marek Edelman, Krzysztof Penderecki, Krzysztof Zanussi, Joanna Olczak-Ronikier, Zbigniew Preisner, Józefa Hennelowa, Andrzej Dudziński, Stanisław Radwan, Olga Tokarczuk, Edward Dwurnik, Adam Boniecki, Norman Davies, Marcel Łoziński, Tomasz Tomaszewski, Leon Tarasewicz, Krzysztof Czyżewski, Jan Jakub Kolski, Magdalena Tulli, Grzegorz Jarzyna, Piotr Dumała, Tadeusz Sławek, January Weiner, Paweł Śpiewak, Krzysztof Michalski, Paweł Łoziński, Agnieszka Holland, Wilhelm Dichter, Jacek Sempoliński, Antoni Libera, Marek Bieńczycki, Zygmunt Bauman, Jan Twardowski, Jerzy Ficowski, Bronisław Łagowski, Piotr Słonimski, Ingmar Villqist, Wiesław Juszczak, Jan Nowak-Jeziorański, Ryszard Krynicki, Igor Mitoraj, Leopold Unger, Paweł Huelle, Sławomir Idziak, Zdzisław Beksiński, Janusz Głowacki, Jerzy Vetulani, Maciej Zięba, Józef Hen, Wojciech Roszkowski, Ewa Kuryluk, Jerzy Pilch, Jacek Ostaszewski, Czesław Miłosz, Andrzej Stasiuk, Andrzej Strumiłło, Krzysztof Pomian, Stanisław Skrowaczewski.